# اسوپسونویل (کارولینای شمالی)
اسوپسونویل (به انگلیسی: Swepsonville) شهری در ایالت کارولینای شمالی کشور ایالات متحده آمریکا است که جمعیت آن در سرشماری سال ۲۰۱۰ میلادی، ۱٬۱۵۴ نفر بوده‌است.